# 壤土

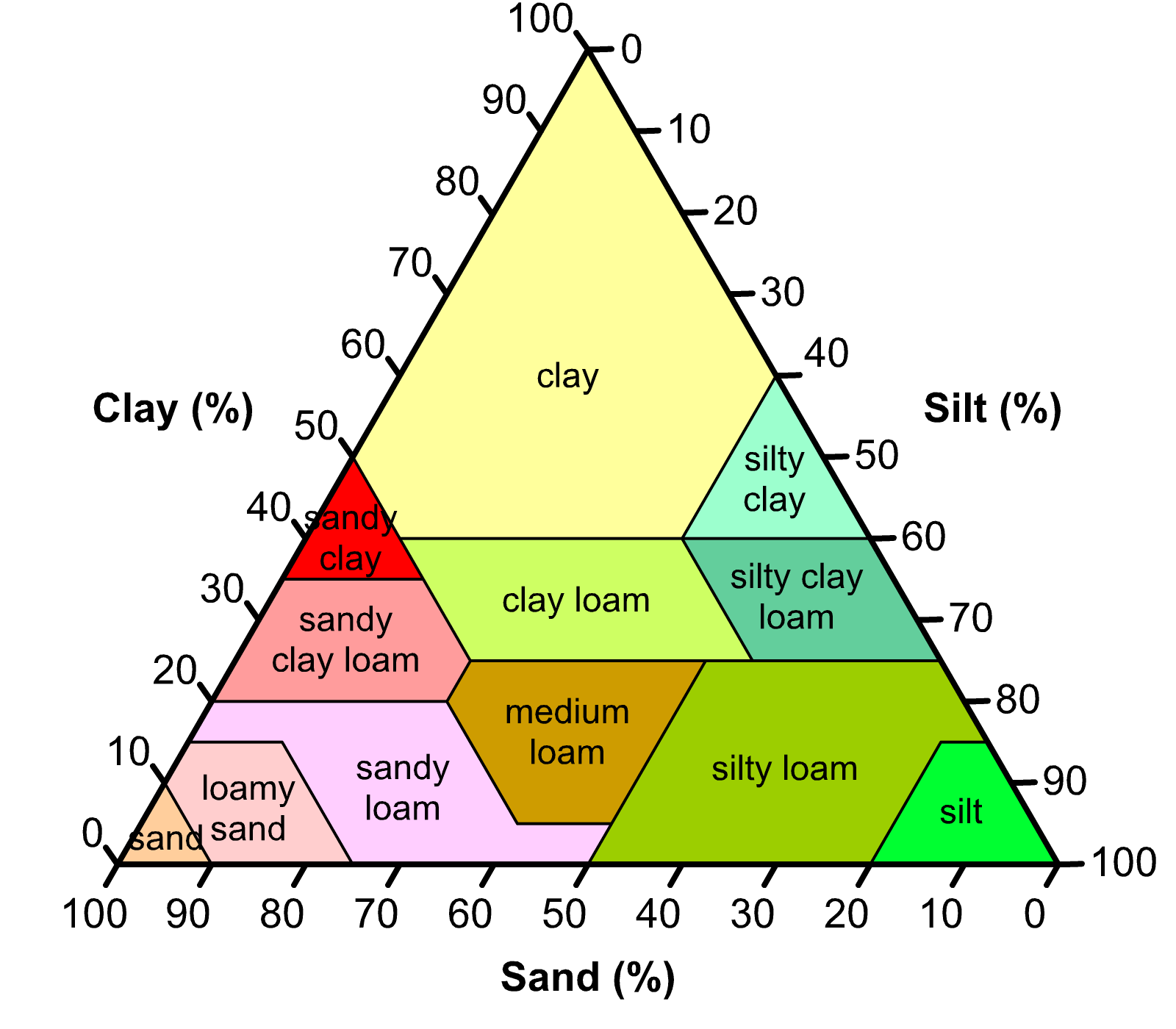
美國農業部使用的粘土、淤泥和沙子成分劃分的土壤類型

壤土（英語：loam）（在地質學和土壤科學中）是主要由沙子（粒度 > 63 微米（0.0025 英寸））、淤泥（粒度 > 2 微米（7.9 × 10-5 英寸））和少量粘土（粒徑 < 2 微米（7.9 × 10-5 英寸））然而，這些比例可以在一定程度上變化，並導致不同類型的壤土：砂質壤土、粉質壤土、粘壤土、砂質粘壤土、粉質粘壤土和壤土。

## 分類
壤土可以分為更具體的亞型。一些例子是砂質壤土、粉質壤土、粘土和粉質粘土。不同的土壤階段在石質和侵蝕等特徵上有一些差異，這些差異太小而不會影響原生植物生長，但對作物種植可能很重要。

## 關連項目
- 土壤
- 黃土